# Glenr
Dans la mythologie nordique, Glenr (vieux norrois [ˈɡlenz̠], « ouverture dans les nuages ») est le mari de la déesse Sól, qui conduit les chevaux du soleil à travers le ciel.
Glenr est également un nom alternatif pour Glær, l'un des chevaux répertoriés parmi ceux montés par les dieux, selon la Gylfaginning.